# Hangquellmoor Bachholz
Das Gebiet Hangquellmoor Bachholz ist ein mit Verordnung vom 21. Dezember 1973 des Regierungspräsidiums Tübingen ausgewiesenes Naturschutzgebiet (NSG-Nummer 4.058) im Gebiet der Stadt Wangen im Allgäu im baden-württembergischen Landkreis Ravensburg in Deutschland.

## Lage
Das nur 0,325 Hektar große Naturschutzgebiet Hangquellmoor Bachholz im Tal der Unteren Argen gehört naturräumlich zum Westallgäuer Hügelland. Es liegt etwa 6,8 Kilometer südwestlich der Innenstadt Wangens, nördlich der Landstraße 333 zwischen dem Weiler Pflegelberg und dem Stadtteil Primisweiler, auf einer Höhe von 505 bis 510 m ü. NN. In den Flurkarten wird diese Gemarkung mit Schomburg bezeichnet.
500 Meter südlich des Hangquellmoors Bachholz liegt das Naturschutzgebiet Teufelssee.

## Schutzzweck
Schutzzweck ist die Erhaltung des Kopfbinsenmoors in Nord-West-Exposition am Hang des unteren Argentales.

## Flora und Fauna

### Flora
Der quellige Untergrund des Hangquellmoors zeigt überall Tuffbildungen und gibt Siedlungsmöglichkeiten für Pflanzen, die zum Teil in weiter Umgebung völlig fehlen: der Standort verrät nach der Zusammensetzung der Arten unzweifelhaft präalpinen Charakter. So sind aus der schützenswerten Flora folgende Arten (Auswahl) zu nennen:
- Enziangewächse
  - Frühlingsenzian (Gentiana verna), auch Schusternagerl genannt
  - Schwalbenwurz-Enzian (Gentiana asclepiadea)
- Hahnenfußgewächse
  - Buschwindröschen (Anemone nemorosa), auch Hexenblume
- Korbblütler
  - Alpenmaßliebchen oder Sternlieb (Bellidiastrum michelii)
- Orchideen
  - Breitblättriges Knabenkraut (Dactylorhiza majalis)
  - Kleines Knabenkraut (Orchis morio)
  - Mücken-Händelwurz (Gymnadenia conopsea)
  - Sumpf-Glanzkraut (Liparis loeselii)
  - Sumpf-Stendelwurz (Epipactis palustris)
- Primelgewächse
  - Mehlprimel (Primula farinosa)
- Sauergrasgewächse
  - Rostrotes Kopfried (Schoenus ferrugineus)
  - Schnabel-Segge (Carex rostrata)
- Seidelbastgewächse
  - Echter Seidelbast (Daphne mezereum)
- Süßgräser
  - Dreizahn (Danthonia decumbens)
  - Fieder-Zwenke (Brachypodium pinnatum)
  - Land-Reitgras (Calamagrostis epigejos), auch als Sand-Reitgras, Sandrohr, Landrohr, Land- oder Waldschilf bezeichnet
  - Wald-Zwenke (Brachypodium sylvaticum)
- Veilchengewächse
  - Raues Veilchen oder Behaartes Veilchen (Viola hirta)
- Wasserschlauchgewächse
  - Alpen-Fettkraut (Pinguicula alpina)
- Wolfsmilchgewächse
  - Zypressen-Wolfsmilch (Euphorbia cyparissias)

### Fauna
Aus der schützenswerten Fauna ist unter anderem folgende Art zu nennen:
- Gestreifte Quelljungfer (Cordulegaster bidentatus)